# Trincheras (Sonora)
Trincheras è una municipalità dello stato di Sonora nel Messico settentrionale, il cui capoluogo è la località omonima.
Conta 1.577 abitanti (2010) e ha una estensione di 3.008,28 km².
Il nome si deve al fatto che la collina che domina la località sembra avere delle trincee.